# Patinaj artistic la Jocurile Olimpice de iarnă din 2014
Probele sportive de patinaj artistic la Jocurile Olimpice de iarnă din 2014 s-au desfășurat în perioada 6-23 februarie 2014 la Soci, Rusia, la Palatul de patinaj Iceberg. Pentru prima dată în istoria olimpică, s-a adăugat proba pe echipe. Competiția de patinaj artistic a început cu o zi înaintea ceremoniei de deschidere, eveniment în premieră.

## Calendarul competiției
Acest calendar cuprinde toate cele cinci probe de patinaj artistic.
Toate orele sunt în Ora României (UTC+2).
| Dată         | Oră   | Probă                   |
| ------------ | ----- | ----------------------- |
| 6 februarie  | 17:30 | Echipe - perechi scurt  |
| 6 februarie  | 17:30 | Echipe - masculin scurt |
| 8 februarie  | 16:30 | Echipe - dans scurt     |
| 8 februarie  | 16:30 | Echipe - feminin scurt  |
| 8 februarie  | 16:30 | Echipe - perechi liber  |
| 9 februarie  | 17:00 | Echipe - masculin liber |
| 9 februarie  | 17:00 | Echipe - dans liber     |
| 9 februarie  | 17:00 | Echipe - feminin liber  |
| 11 februarie | 17:00 | Program scurt perechi   |
| 12 februarie | 17:45 | Program liber perechi   |
| 13 februarie | 17:00 | Program scurt masculin  |
| 14 februarie | 17:00 | Program liber masculin  |
| 16 februarie | 17:00 | Program scurt dans      |
| 17 februarie | 17:00 | Program liber dans      |
| 19 februarie | 17:00 | Program scurt feminin   |
| 20 februarie | 17:00 | Program liber feminin   |
| 22 februarie | 18:30 | Gală expozițională      |

## Sumar medalii

### Sumar medalii
| Loc   | Țară                             | Aur | Argint | Bronz | Total |
| ----- | -------------------------------- | --- | ------ | ----- | ----- |
| 1     | Rusia (RUS)                      | 3   | 1      | 1     | 5     |
| 2     | Statele Unite ale Americii (USA) | 1   | 0      | 1     | 2     |
| 3     | Japonia (JPN)                    | 1   | 0      | 0     | 1     |
| 4     | Canada (CAN)                     | 0   | 3      | 0     | 3     |
| 5     | Coreea de Sud (KOR)              | 0   | 1      | 0     | 1     |
| 6     | Germania (GER)                   | 0   | 0      | 1     | 1     |
| 6     | Kazahstan (KAZ)                  | 0   | 0      | 1     | 1     |
| 6     | Italia (ITA)                     | 0   | 0      | 1     | 1     |
| Total | Total                            | 5   | 5      | 5     | 15    |

### Probe sportive
| Probă sportivă      | Aur | Aur    | Argint | Argint | Bronz | Bronz  |
| Individual masculin | Yuzuru Hanyu · Japonia (JPN) | 280.09 | Patrick Chan · Canada (CAN) | 275.62 | Denis Ten · Kazahstan (KAZ) | 255.10 |
| Individual feminin  | Adelina Sotnikova · Rusia (RUS) | 224.59 | Kim Yuna · Coreea de Sud (KOR) | 219.11 | Carolina Kostner · Italia (ITA) | 216.73 |
| Perechi             | Tatiana Volosojar / Maxim Trankov · Rusia (RUS) | 236.86 | Ksenia Stolbova / Fedor Klimov · Rusia (RUS) | 218.68 | Aliona Savchenko / Robin Szolkowy · Germania (GER) | 215.78 |
| Dans                | Meryl Davis / Charlie White · Statele Unite ale Americii (USA) | 195.52 | Tessa Virtue / Scott Moir · Canada (CAN) | 190.99 | Elena Ilinîh / Nikita Kațalapov · Rusia (RUS) | 183.48 |
| Trofeu echipe       | Rusia · Evgheni Plușenko · Iulia Lipnițkaia · Ksenia Stolbova / Fedor Klimov** · Elena Ilinîh / Nikita Kațalapov** · Tatiana Volosojar / Maxim Trankov* · Ekaterina Bobrova / Dmitri Soloviev* | 75.00  | Canada · Kevin Reynolds** · Kaetlyn Osmond · Kirsten Moore-Towers / Dylan Moscovitch** · Tessa Virtue / Scott Moir · Patrick Chan* · Meagan Duhamel / Eric Radford* | 65.00  | Statele Unite ale Americii · Jason Brown** · Gracie Gold** · Marissa Castelli / Simon Shnapir · Meryl Davis / Charlie White · Jeremy Abbott* · Ashley Wagner* | 60.00  |

*Sportivi care au concurat doar la programul scurt/dans.
**Sportivi care au concurat doar la programul lung/dans.

## Țări participante
149 de sportivi din 30 de națiuni au participat, cu numărul de sportivi din delegație în paranteze. Brazilia și Filipine și-au făcut debutul olimpic la această disciplină.
| - Australia (4) - Austria (4) - Azerbaidjan (2) - Belgia (1) - Brazilia (1) - Canada (17) - China (9) - Cehia (3) - Estonia (2) - Franța (9) | - Georgia (1) - Germania (10) - Marea Britanie (6) - Israel (3) - Italia (11) - Japonia (10) - Kazahstan (2) - Lituania (2) - Norvegia (1) - Filipine (1) | - România (1) - Rusia (15) - Slovacia (1) - Coreea de Sud (3) - Spania (4) - Suedia (2) - Turcia (2) - Ucraina (6) - Statele Unite ale Americii (15) - Uzbekistan (1) |